# Ulrich von Hohensax
Ulrich von Hohensax (c. 1462 - 23 de agosto de 1538, Bürglen (Turgovia)) barón de Hohensax y señor de Bürglen, fue un noble y militar suizo que tuvo un destacado papel en los conflictos en los que se vio inmersa la Confederación Suiza, así como en la recluta y liderazgo de mercenarios suizos.

## Carrera militar
Estuvo al servicio de la casa de Habsburgo como mercenario entre 1487 y 1497, para oponerse posteriormente a estos en el ejército confederado que luchó en la guerra suaba, donde mandó a los suyos en la batalla de Hard. 
Secundó la labor del cardenal legado Mateo Schinner, para que los confederados se aliaran a la Liga Santa en su lucha contra la Corona francesa, haciéndose cargo de liderar a los 24.000 soldados que marcharon a Lombardía, participando en la batalla de Pavía de 1512. Encabezó  otro contingente en 1513, y en 1515, participó en la batalla de Marignano.